# Chiquinho e Francisquinho
Chiquinho e Francisquinho (em inglês, Morty e Ferdie) são os sobrinhos de Mickey Mouse. Apareceram pela primeira vez em uma tirinha de Floyd Gottfredson de 1932, chamada "Mickey's Nephews". Desde então, aparecem em tirinhas acompanhando seu tio Mickey e o inseparável Pluto.

## História
Em livros infantis de Mickey produzidos pela Disney, os sobrinhos eram chamados de Morty e Monty. Alguns livros mais antigos chegam a conter até mesmo três ou mais sobrinhos com nomes diferentes. Os nomes dos sobrinhos de Mickey em português são uma criação de um roteirista da extinta redação Disney da Editora Abril, que achou divertido batizá-los com uma variação do mesmo nome (Francisco).
A mãe de Chiquinho e Francisquinho, Sra. Fieldmouse, aparece na primeira aparição deles, em 1932 e existem raras referências ao pai.

## Primeira aparição
A história "Mickey's Nephews" foi publicada pela primeira vez no Brasil em 1973, na revista "Cinqüentenário Disney" 1, com o título "Sobrinhos Do Barulho". 

## Nomes em outros idiomas
- Alemão: Mack und Muck
- Búlgaro: Морти и Ферди
- Chinês: 毛弟 和 富弟
- Croata: Miško i Mirek
- Dinamarquês: Mik og Mak
- Espanhol: Morty y Ferdie, Tato y Nico
- Finlandês: Mortti ja Vertti
- Francês: Jojo & Michou
- Grego: Μόρτυ & Φέρντυ Μάους
- Holandês: Puk en Max
- Húngaro: Frici és Minci
- Inglês: Morty and Ferdie
- Islandês: Mikk og Makk
- Italiano: Tip & Tap
- Norueguês: Tipp og Topp
- Polonês: Mordek i Ferdek
- Russo: Морти и Ферди
- Sérvio: Мића и Тића
- Sueco: Teddi och Freddi